# Wilfried Happio
Wilfried Happio (ur. 22 września 1998 w Bourg-la-Reine) – francuski lekkoatleta specjalizujący się w biegach płotkarskich i sprinterskich, olimpijczyk.

## Osiągnięcia
| Rok  | Impreza                               | Miejsce   | Konkurencja                 | Lokata     | Wynik   |
| ---- | ------------------------------------- | --------- | --------------------------- | ---------- | ------- |
| 2015 | Mistrzostwa świata juniorów młodszych | Cali      | bieg na 400 m przez płotki  | półfinał   | 53,42   |
| 2015 | Mistrzostwa świata juniorów młodszych | Cali      | sztafeta mieszana 4 × 400 m | eliminacje | 3:34,74 |
| 2017 | Mistrzostwa Europy juniorów           | Grosseto  | bieg na 400 m przez płotki  | 1. miejsce | 49,93   |
| 2017 | Mistrzostwa Europy juniorów           | Grosseto  | sztafeta 4 × 400 m          | 2. miejsce | 3:09,04 |
| 2019 | IAAF World Relays                     | Jokohama  | sztafeta mieszana 4 × 400 m | eliminacje | 3:18,93 |
| 2019 | Młodzieżowe mistrzostwa Europy        | Gävle     | bieg na 400 m przez płotki  | 1. miejsce | 49,03   |
| 2019 | Mistrzostwa świata                    | Doha      | bieg na 400 m przez płotki  | eliminacje | 51,25   |
| 2021 | Igrzyska olimpijskie                  | Tokio     | bieg na 400 m przez płotki  | półfinał   | 49,49   |
| 2022 | Mistrzostwa świata                    | Eugene    | bieg na 400 m przez płotki  | 4. miejsce | 47,41   |
| 2022 | Mistrzostwa Europy                    | Monachium | bieg na 400 m przez płotki  | 2. miejsce | 48,56   |
| 2023 | Mistrzostwa świata                    | Budapeszt | bieg na 400 m przez płotki  | półfinał   | 48,83   |

Sukcesy w lekkoatletycznych mistrzostwach Francji: 5 złotych medali w biegu na 400 m ppł (2019–2023).

## Rekordy życiowe
- stadion

- bieg na 400 m ppł – 47,41 (19 lipca 2022, Eugene)
- sztafeta 4 × 400 metrów – 3:09,04 (23 lipca 2017, Grosseto)

- hala

- bieg na 200 m – 21,84 (7 stycznia 2018, Eaubonne)
- bieg na 400 m – 47,50 (2 lutego 2019, Eaubonne)